# Thomaskirchhof
Le Thomaskirchhof (en français : La place de l'église Saint-Thomas) est une place du centre-ville de Leipzig, en Allemagne. L'église Saint-Thomas s'y dresse.

## Nom et histoire
La place doit son nom à l'ancien cimetière entourant l'église Saint-Thomas, construite en 1212. Devant le portail sud de l'église se trouve la statue de Jean-Sébastien Bach, réalisé par Carl Seffner en 1908. Au 16, rue Thomaskirchhof, se trouvent le musée Bach de Leipzig et ses archives.

## Description
Le Thomaskirchhof entoure l'église Saint-Thomas sur trois côtés (nord, est et sud). À l'extérieur de la place se trouvent les rues Thomaskirchhof. À l'ouest, le Dittrichring, qui fait partie du Promenadenring et de l'Innenstadtring, ferme la place. Les rues Klostergasse, Thomasgasse et Burgstraße mènent à la place Saint-Thomas. La place s'étend d'est en ouest sur environ 115 m et mesure environ 90 m de large à l'ouest. Dans l'angle sud-est, des bâtiments s'étendent dans le rectangle de la place. La petite section intime qui en résulte, mesurant environ 23 m sur 36 m, avec la statue de Bach au sud de l'église, est souvent considérée à tort comme la place Saint-Thomas dans son intégralité. Au nord de la place se trouve la descente vers le parking souterrain sous la Marktgalerie.

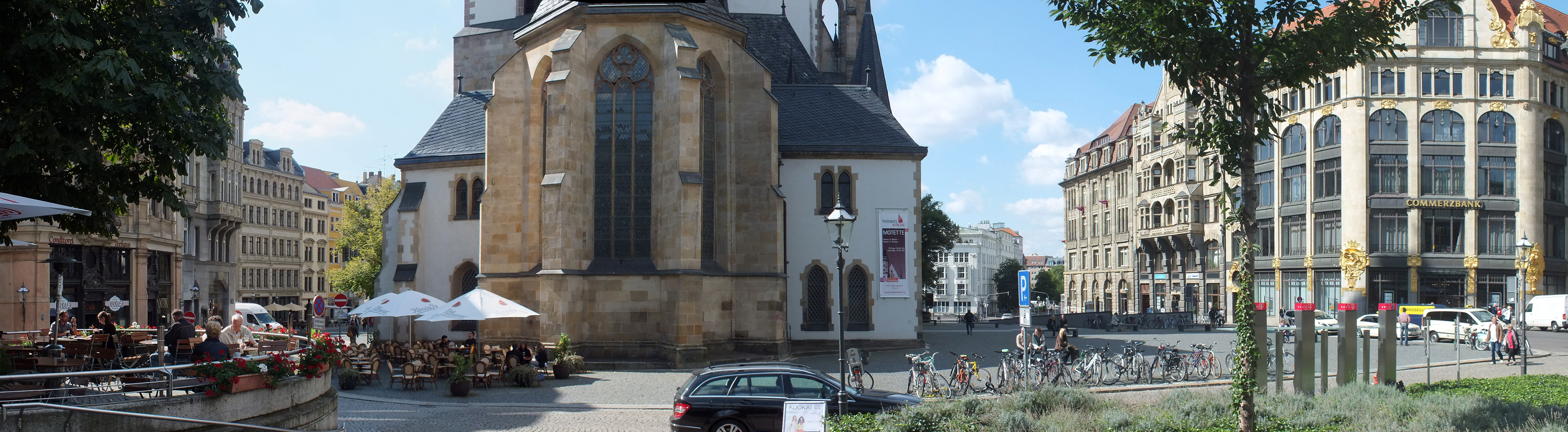
La place en 2012

## Lieu touristique
La partie sud avec l'entrée de l'église Saint-Thomas, la statue de Bach, le musée Bach et le Thomas Shop au style minimaliste et moderne (architectes : HPP ) est l'un des sites touristiques les plus importants de Leipzig. En été, la place est également utilisée pour des concerts en plein air. L'espace vert entre la place Saint-Thomas et le Markt est un lieu de loisirs populaire au centre-ville.